# Pelgrimskerk ('s-Hertogenbosch)
De Pelgrimskerk was een gereformeerd kerkgebouw in de Noord-Brabantse stad 's-Hertogenbosch. Het gebouw was gelegen aan de Jan Heinsstraat.

## Geschiedenis
De kerk werd gebouwd in 1886 naar ontwerp van architect S. Wzn. Wierda. Het was het eerste gereformeerde kerkgebouw in 's-Hertogenbosch. Vanwege de opvallende voorgevel stond het gebouw bekend als de kerk met de groene ruitjes. De kerk verving het kleinere en minder geschikte Geuzenkerkje.
In 1966 ging de gemeente over naar de Wederkomstkerk en kwam het gebouw leeg te staan. Het werd nog enige tijd als magazijn gebruikt en daarna als Antiektempel, totdat het in 2014 werd gesloopt.